# Cardinalis
Cardinalis är ett fågelsläkte i familjen kardinaler inom ordningen tättingar. Släktet omfattar tre arter som förekommer från södra Kanada till norra Guatemala samt i norra Sydamerika:
- Röd kardinal (C. cardinalis)
- Cinnoberkardinal (C. phoeniceus)
- Ökenkardinal (C. sinuatus)